# Seznam okresů ve státě Washington
Ve státě Washington je nyní 39 okresů. Stát byl vyřezán ze západní části stejnojmenného teritoria a přijat Unií v roce 1889 jako 42. stát. První okresy však vznikly už v roce 1845. Poštovní zkratkou státu je WA a kód FIPS je 53.

## Seznam
| Název okresu | Kód FIPS | Okresní město | Založeno v roce | Původ                                           | Původ názvu                                        | Počet obyvatel | Rozloha    |
| ------------ | -------- | ------------- | --------------- | ----------------------------------------------- | -------------------------------------------------- | -------------- | ---------- |
| Adams        | 001      | Ritzville     | 1883            | původní část okresu Whitman                     | John Adams                                         | 16 428         | 4 986 km²  |
| Asotin       | 003      | Asotin        | 1883            | původní část okresu Garfield                    | indiánský název pro Eel Creek                      | 20 551         | 1 647 km²  |
| Benton       | 005      | Prosser       | 1905            | původní části okresů Yakima a Klickitat         | Thomas Hart Benton, senátor                        | 142 475        | 4 411 km²  |
| Chelan       | 007      | Wenatchee     | 1899            | původní části okresů Okanogan a Kittitas        | indiánsky hloubka, možná jezero Chelan             | 66 616         | 7 568 km²  |
| Clallam      | 009      | Port Angeles  | 1854            | původní část okresu Jefferson                   | indiánsky silní lidé                               | 64 525         | 4 520 km²  |
| Clark        | 011      | Vancouver     | 1845            | původní okres                                   | William Clark, objevitel                           | 345 238        | 1 627 km²  |
| Columbia     | 013      | Dayton        | 1875            | původní část okresu Walla Walla                 | řeka Columbia                                      | 4 064          | 2 251 km²  |
| Cowlitz      | 015      | Kelso         | 1854            | původní okres                                   | indiánský kmen                                     | 92 948         | 2 950 km²  |
| Douglas      | 017      | Waterville    | 1883            | původní část okresu Lincoln                     | Stephen A. Douglas, státník                        | 32 603         | 4 716 km²  |
| Ferry        | 019      | Republic      | 1899            | původní část okresu Stevens                     | Elisha P. Ferry, první guvernér Washingtonu        | 7 260          | 5 708 km²  |
| Franklin     | 021      | Pasco         | 1883            | původní část okresu Whitman                     | Benjamin Frnaklin                                  | 49 347         | 3 217 km²  |
| Garfield     | 023      | Pomeroy       | 1881            | původní část okresu Columbia                    | James A. Garfield                                  | 2 397          | 1 839 km²  |
| Grant        | 025      | Ephrata       | 1909            | původní část okresu Douglas                     | Ulysses S. Grant                                   | 74 698         | 6 944 km²  |
| Grays Harbor | 027      | Montesano     | 1854            | původní část okresu Thurston                    | Grayův záliv                                       | 67 194         | 4 965 km²  |
| Island       | 029      | Coupeville    | 1853            | původní část okresu Thurston                    | ostrovy Whidbey a Camano                           | 71 558         | 541 km²    |
| Jefferson    | 031      | Port Townsend | 1852            | původní část okresu Thurston                    | Thomas Jefferson                                   | 25 953         | 4 685 km²  |
| King         | 033      | Seattle       | 1852            | původní část okresu Thurston                    | původně William R. King, nyní Martin Luther King   | 1 737 034      | 5 506 km²  |
| Kitsap       | 035      | Port Orchard  | 1857            | původní části okresů King a Jefferson           | náčelník Kitsap                                    | 231 969        | 1 026 km²  |
| Kittitas     | 037      | Ellensburg    | 1883            | původní část okresu Yakima                      | indiánské slovo neznámého významu                  | 33 362         | 5 949 km²  |
| Klickitat    | 039      | Goldendale    | 1859            | původní část okresu Walla Walla                 | indiánský kmen                                     | 19 161         | 4 848 km²  |
| Lewis        | 041      | Chehalis      | 1845            | původní okres                                   | Meriwether Lewis, objevitel                        | 68 600         | 6 237 km²  |
| Lincoln      | 043      | Davenport     | 1883            | původní část okresu Whitman                     | Abraham Lincoln                                    | 10 184         | 5 985 km²  |
| Mason        | 045      | Shelton       | 1854            | původní část okresu King                        | C.H. Mason, státník                                | 49 405         | 2 489 km²  |
| Okanogan     | 047      | Okanogan      | 1888            | původní část okresu Stevens                     | indiánsky setkání                                  | 39 564         | 13 644 km² |
| Pacific      | 049      | South Bend    | 1851            | původní část okresu Lewis                       | Tichý oceán                                        | 20 984         | 2 525 km²  |
| Pend Oreille | 051      | Newport       | 1911            | původní část okresu Stevens                     | indiánský kmen                                     | 11 732         | 3 626 km²  |
| Pierce       | 053      | Tacoma        | 1852            | původní část okresu Thurston                    | Franklin Pierce                                    | 700 820        | 4 341 km²  |
| San Juan     | 055      | Friday Harbor | 1873            | původní část okresu Whatcom                     | ostrov San Juan                                    | 14 077         | 453 km²    |
| Skagit       | 057      | Mount Vernon  | 1883            | původní část okresu Whatcom                     | indiánský kmen                                     | 102 979        | 4 494 km²  |
| Skamania     | 059      | Stevenson     | 1854            | původní část okresu Clark                       | indiánsky rychlý proud                             | 9 872          | 4 289 km²  |
| Snohomish    | 061      | Everett       | 1861            | původní část okresu Island                      | indiánský kmen                                     | 606 024        | 5 413 km²  |
| Spokane      | 063      | Spokane       | 1879            | původní část okresu Stevens                     | indiánský kmen                                     | 417 939        | 4 569 km²  |
| Stevens      | 065      | Colville      | 1863            | původní část okresu Walla Walla                 | Isaac Stevens, první guvernér teritoria Washington | 40 066         | 6 418 km²  |
| Thurston     | 067      | Olympia       | 1852            | původní část okresu Lewis                       | Samuel R. Thuston, politik                         | 207 355        | 1 883 km²  |
| Wahkiakum    | 069      | Cathlamet     | 1854            | původní část okresu Cowlitz                     | indiánský kmen                                     | 3 824          | 684 km²    |
| Walla Walla  | 071      | Walla Walla   | 1854            | původní část okresu Skamania                    | indiánský kmen                                     | 55 180         | 3 289 km²  |
| Whatcom      | 073      | Bellingham    | 1854            | původní část okresu Island                      | indiánsky hlučná voda                              | 166 814        | 5 491 km²  |
| Whitman      | 075      | Colfax        | 1871            | původní část okresu Stevens                     | Marcus Whitman, presbyteránský misionář            | 40 740         | 5 592 km²  |
| Yakima       | 077      | Yakima        | 1865            | původní část již neexistujícího okresu Ferguson | indiánský kmen                                     | 222 581        | 11 127 km² |